# Convention Center megállóhely

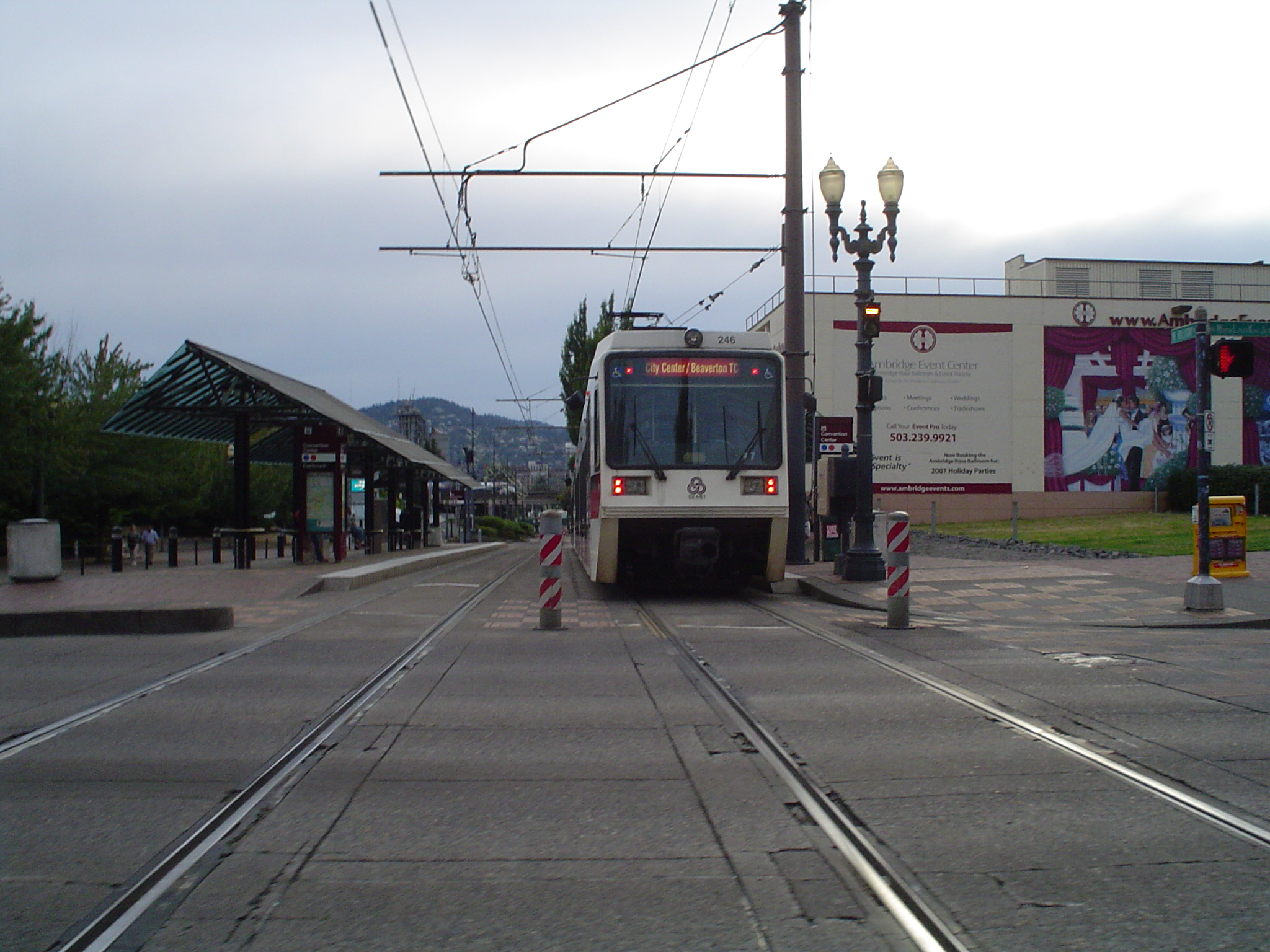
A piros vonal érkező szerelvénye

Convention Center megállóhely a Metropolitan Area Express kék, zöld és piros vonalainak, valamint a TriMet 6-os autóbuszának megállója az Oregon állambeli Portlandben.
A megálló a szakasz 1986-os megnyitásakor nem létezett; a vonatok 1990, az Oregoni Kongresszusi Központ megépülte óta állnak meg itt.

## Elhelyezkedése
A megálló a Northeast Holladay Street/Northeast Marthin Luther King Boulevard kereszteződésben fekszik. A megállóval szemközt van a kongresszusi központ bejárata, északra és keletre pedig számos szálloda található.
2001-től 2012-től a megálló a díjmentes övezetbe (Fareless Square, 2010-től Free Rail Zone) tartozott, de ezt az év szeptemberében megszüntették.

## Átszállási lehetőség a Portland Streetcarra
A Portland Streetcar Ipartudományi Múzeum felé haladó A vonalának 305 méterre délre, a Martin Luther King Jr. sugárúton, a kongresszusi központtól keletre van a legközelebbi megállója, a belváros felé haladó B járatok pedig 150 méterre, az északnyugati Nagykörúton, a Holladay utca kereszteződésében állnak meg.

## Autóbuszok
- 6 – ML King Jr Blvd (Goose Hollow/SW Jefferson St◄►Jantzen Beach Center)[3]

| Előző állomás                                                 |  | Metropolitan Area Express |  | Következő állomás                                      |
| ------------------------------------------------------------- |  | ------------------------- |  | ------------------------------------------------------ |
| Rose Quarter pályaudvartovább Hatfield Government Center felé |  | Kék vonal                 |  | NE 7th Avetovább Cleveland Avenue felé                 |
| Rose Quarter pályaudvartovább PSU South felé                  |  | Zöld vonal                |  | NE 7th Avetovább Clackamas Town Center pályaudvar felé |
| Rose Quarter pályaudvartovább Beaverton pályaudvar felé       |  | Piros vonal               |  | NE 7th Avetovább Portland International Airport felé   |

## Fordítás
- Ez a szócikk részben vagy egészben  a   Convention Center MAX Station című angol Wikipédia-szócikk ezen változatának fordításán alapul.  Az eredeti cikk szerkesztőit annak laptörténete sorolja fel. Ez a jelzés csupán a megfogalmazás eredetét és a szerzői jogokat jelzi, nem szolgál a cikkben szereplő információk forrásmegjelöléseként.